# Katastrofy a neštěstí 1912
Tento článek obsahuje seznam katastrof a neštěstí, které proběhly roku 1912.

## Lodě
- 15. dubna –  – ztroskotal RMS Titanic – zaoceánský parník třídy Olympic